# Nils Otto Ahnfelt
Nils Otto Ahnfelt, född 31 oktober 1801 i Gullarps socken, Malmöhus län, död 1 januari 1837 i Knästorps socken, Malmöhus län, var en svensk teolog och botanist, känd för sina upptäckter rörande mossorna. 
Ahnfelt blev docent i dogmatik vid Lunds universitet 1821 men hans håg låg åt botaniken. Hans främsta vetenskapliga insats blev de bidrag till mossornas systematik, som han lämnade dels i sin Despositio muscorum Scaniae hypnoidourum (1835), dels genom bearbetning av dessa partier i två av Elias Fries' floristiska arbeten. Ahnfelt har också givit namn åt rödalgsläktet Ahnfeltia.
Ahnfelt utgav 1832, tillsammans med Johan Henrik Thomander, veckotidningen Gefion och deltog vid stiftandet av Akademiska Föreningen i Lund, vars ordförande han var 1831–1832.
Ahnfelts far, kyrkoherden Jonas Ahnfelt, härstammade från en adlig nordtysk släkt och modern Elisabet Margaretha Florman var syster till anatomen Arvid Henrik Florman. Nils Otto Ahnfelt var bror till Paul Gabriel Ahnfelt och Oscar Ahnfelt.